# Internazionali d'Italia 2012
Gli Internazionali d'Italia 2012 sono stati un torneo di tennis giocato su campi in terra rossa. Si trattava della 69ª edizione degli Internazionali d'Italia, classificati come ATP World Tour Masters 1000 nell'ambito dell'ATP World Tour 2012 e come WTA Premier nel WTA Tour 2012. Tutti gli incontri si sono giocati al Foro Italico, a Roma in Italia, fra il 12 e il 20 maggio 2012. A causa della pioggia la finale del torneo di singolare maschile si è giocata di lunedì.

## Partecipanti ATP

### Teste di serie
| Nazionalità | Giocatore             | Ranking* | Testa di serie |
| ----------- | --------------------- | -------- | -------------- |
| Serbia      | Novak Đoković         | 1        | 1              |
| Svizzera    | Roger Federer         | 3        | 2              |
| Spagna      | Rafael Nadal          | 2        | 3              |
| Regno Unito | Andy Murray           | 4        | 4              |
| Francia     | Jo-Wilfried Tsonga    | 5        | 5              |
| Spagna      | David Ferrer          | 6        | 6              |
| Rep. Ceca   | Tomáš Berdych         | 7        | 7              |
| Serbia      | Janko Tipsarević      | 8        | 8              |
| Stati Uniti | Mardy Fish            | 9        | 9              |
| Stati Uniti | John Isner            | 10       | 10             |
| Argentina   | Juan Martín del Potro | 11       | 11             |
| Francia     | Gilles Simon          | 12       | 12             |
| Spagna      | Nicolás Almagro       | 13       | 13             |
| Francia     | Gaël Monfils          | 14       | 14             |
| Argentina   | Juan Mónaco           | 15       | 15             |
| Spagna      | Feliciano López       | 16       | 16             |

* Ranking al 7 maggio 2012.

### Altri partecipanti
I seguenti giocatori hanno ricevuto una wild card per il tabellone principale: 
- Fabio Fognini[1]
- Paolo Lorenzi[1]
- Potito Starace[1]
- Filippo Volandri[1]

I seguenti giocatori sono passati dalle qualificazioni: 

- Albert Ramos Viñolas
- Robin Haase
- Sam Querrey
- Santiago Giraldo
- Adrian Ungur
- Guillermo García López
- Blaž Kavčič

## Partecipanti WTA

### Teste di serie
| Nazionalità | Giocatrice          | Ranking* | Testa di serie |
| ----------- | ------------------- | -------- | -------------- |
| Bielorussia | Viktoryja Azaranka  | 1        | 1              |
| Russia      | Marija Šarapova     | 2        | 2              |
| Polonia     | Agnieszka Radwańska | 3        | 3              |
| Rep. Ceca   | Petra Kvitová       | 4        | 4              |
| Australia   | Samantha Stosur     | 5        | 5              |
| Danimarca   | Caroline Wozniacki  | 6        | 6              |
| Francia     | Marion Bartoli      | 7        | 7              |
| Cina        | Li Na               | 8        | 8              |
| Stati Uniti | Serena Williams     | 9        | 9              |
| Italia      | Francesca Schiavone | 11       | 10             |
| Germania    | Sabine Lisicki      | 13       | 11             |
| Germania    | Angelique Kerber    | 14       | 12             |
| Serbia      | Ana Ivanović        | 15       | 13             |
| Slovacchia  | Dominika Cibulková  | 16       | 14             |
| Serbia      | Jelena Janković     | 18       | 15             |
| Russia      | Marija Kirilenko    | 19       | 16             |

* Ranking al 7 maggio 2012

### Altre partecipanti
Le seguenti giocatrici hanno ricevuto una wild card per il tabellone principale: 
- Alberta Brianti[1]
- Karin Knapp[1]
- Venus Williams[1]

Le seguenti giocatrici sono passate dalle qualificazioni: 

- Mirjana Lučić
- Andrea Hlaváčková
- Aleksandra Wozniak
- Sílvia Soler Espinosa
- Anastasija Rodionova
- Ol'ga Govorcova
- Sloane Stephens
- Anna Čakvetadze

## Campioni

### Singolare maschile
Rafael Nadal ha battuto in finale  Novak Đoković per 7-5, 6-3. 
- È il terzo titolo dell'anno per Nadal, il sesto a Roma, il 49° in carriera.

### Singolare femminile
Marija Šarapova ha sconfitto in finale  Li Na per 4-6, 6-4, 7–6(5).
- È il ventiseiesimo titolo in carriera per la Šarapova, il secondo nel 2012.

### Doppio maschile
Marcel Granollers /  Marc López hanno sconfitto in finale  Łukasz Kubot /  Janko Tipsarević per 6-3, 6-2.

### Doppio femminile
Sara Errani /  Roberta Vinci hanno sconfitto in finale  Ekaterina Makarova /  Elena Vesnina per 6-2, 7-5.